# كبلر-87c
كيبلر 87 سي (بالإنجليزية: Kepler-87c)‏ الذي يرمز له بالرمز KOI-1574.02، هو كوكب خارج المجموعة الشمسية، في كوكبة الدجاجة (كوكبة).

## الاكتشاف
اكتشف في 8 أكتوبر 2013.